# Partito Socialdemocratico dei Lavoratori (Paesi Bassi)
Il Partito Socialdemocratico dei Lavoratori (in olandese: Sociaal-Democratische Arbeiderspartij - SDAP) fu un partito politico dei Paesi Bassi operativo dal 1894 al 1946.

## Storia
Nacque dalla trasformazione della Lega Socialdemocratica (Sociaal-Democratische Bond), costituitasi nel 1881 su iniziativa di un pastore luterano, Ferdinand Domela Nieuwenhuis, artefice della fusione tra i diversi gruppi socialisti attivi nelle maggiori città del Paese.

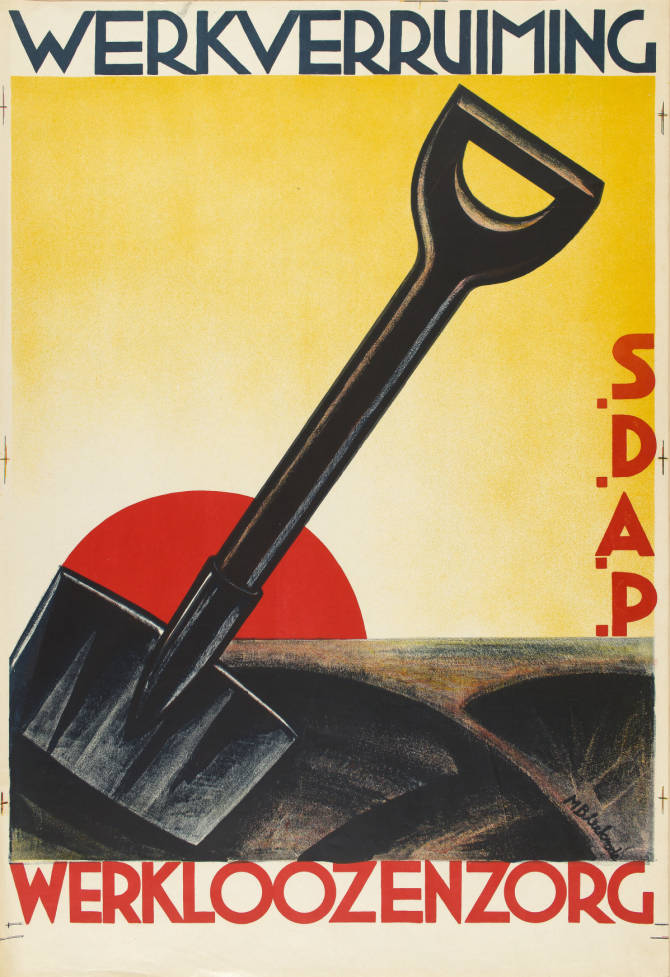
Manifesto del 1930

Si caratterizzava come una forza politica di orientamento socialdemocratico.
Nel 1946 dette vita al Partito del Lavoro, insieme alla Lega Libero-Democratica e all'Unione Cristiano-Democratica.

## Risultati
| Elezione         | Voti    | %     | Seggi    |
| ---------------- | ------- | ----- | -------- |
| Legislative 1897 | 12.312  | 2,98  | 2 / 100  |
| Legislative 1901 | 36.981  | 9,63  | 6 / 100  |
| Legislative 1905 | 65.561  | 11,24 | 6 / 100  |
| Legislative 1909 | 82.855  | 13,90 | 7 / 100  |
| Legislative 1913 | 142.185 | 18,50 | 17 / 100 |
| Legislative 1917 | N.D.    | N.D.  | 15 / 100 |
| Legislative 1918 | 296.145 | 22,03 | 22 / 100 |
| Legislative 1922 | 567.769 | 19,38 | 20 / 100 |
| Legislative 1925 | 706.689 | 22,90 | 24 / 100 |
| Legislative 1929 | 804.714 | 23,81 | 24 / 100 |
| Legislative 1933 | 798.632 | 21,46 | 22 / 100 |
| Legislative 1937 | 890.661 | 21,95 | 23 / 100 |